# Línea Betanzos Infiesta-Ferrol
La línea Betanzos Infiesta-Ferrol, también conocida como "El Ramalillo", es una línea férrea de 42,7 kilómetros de longitud que pertenece a la red ferroviaria española. Es un trazado corto que conecta la ciudad de Ferrol y su zona portuaria con la línea León-La Coruña a la altura de Betanzos. Según la catalogación de Adif es la línea 804.
Entró en funcionamiento el 5 de mayo de 1913.  Fue construida por el propio Estado al quedar desiertas las diferentes subastas que se celebraron para otorgar la concesión. 

## Historia

### Antecedentes y construcción
Con la llegada del ferrocarril a La Coruña desde Lugo en 1875 se abrió la posibilidad de generar un ramal hasta Ferrol. Este acceso tendría un alto valor estratégico por las instalaciones militares y los astilleros situados en el puerto de la ciudad. En 1877 se realizó una primera subasta para otorgar la concesión de la línea que no encontró adjudicatario.  No corrió mejor una suerte una segunda subasta celebrada en 1880 al quedar también desierta. Las empresas ferroviarias privadas, no encontraban alicientes ante una línea que a pesar de su corto recorrido exigía notables obras de ingeniera para la época como túneles y puentes sobre la ría. Ante tal situación, y dado que a la postre ellos eran los más interesados en el trazado fue el propio gobierno con fondo públicos el que decidió correr con la obra, no sin intentar nuevas subastas que también resultaron fallidas. 
La construcción de la línea corrió a cargo de la Primera división de Ferrocarriles a cuyo mando estaba el ingeniero de caminos Felipe Gutiérrez y se prolongó durante más de una década, mostrando las enormes dificultades que tenía el Estado para acabar con la obra. El coste final superó los diez millones de pesetas. Finalmente, el 5 de mayo de 1913, operativa pero inacabada fue abierta al tráfico en vísperas de la botura del acorazado Alfonso XIII debido a la presión popular.

### Explotación y evolución

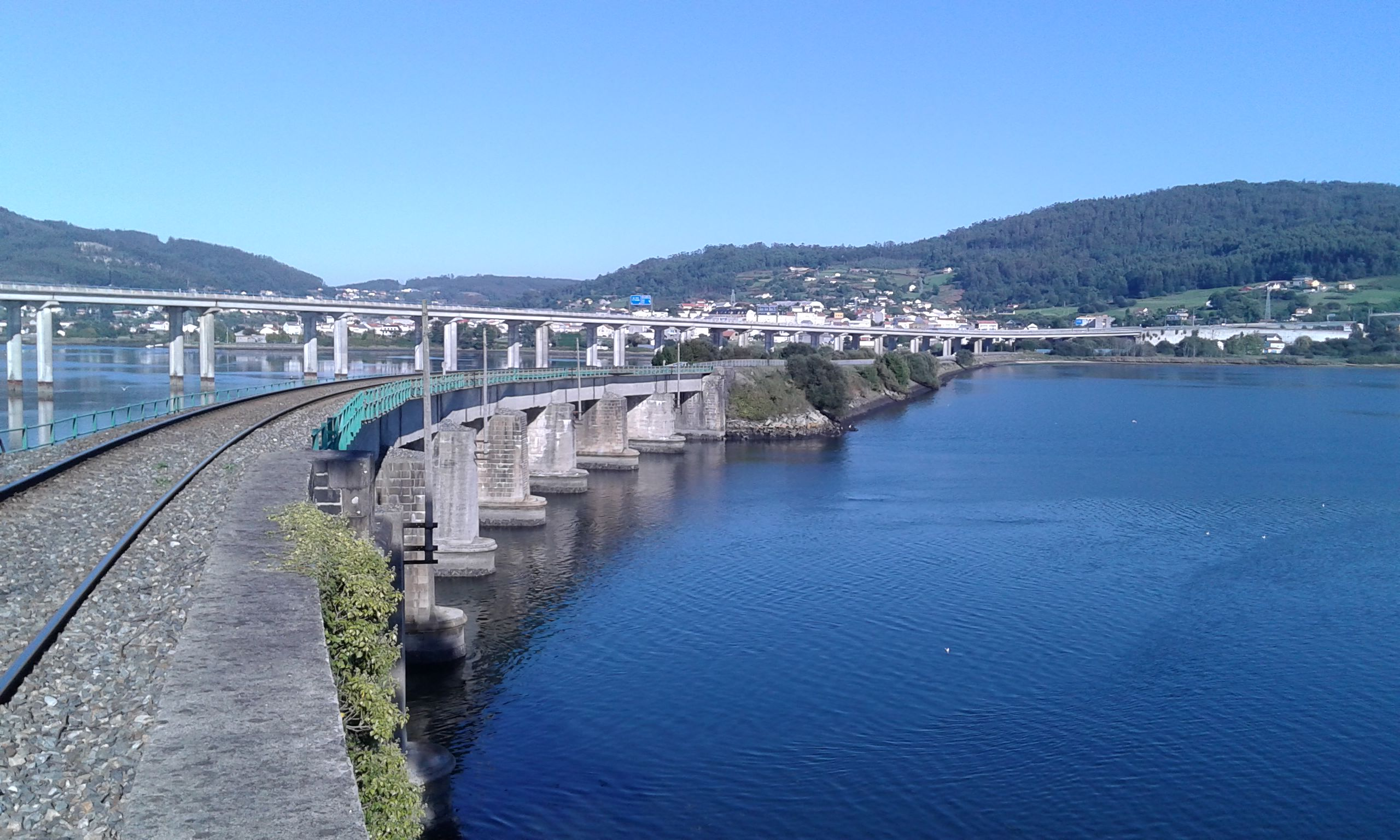
Puente sobre la Ría de Ferrol, una de las obras singulares del ferrocarril Betanzos-Ferrol

Si la construcción del trazado generó dificultades, no lo fue menos su explotación ya que el gobierno tampoco logró ceder a manos privadas una línea cuyo coste había sido muy elevado. Sí se lograron algunos acuerdos puntuales con los cerrados con Norte que puso las primeras locomotoras que recorrieron línea, incluso esta llegó a negociar una oferta de compra pero las partes no llegaron a ningún acuerdo. De esta forma, la línea fue explotada principalmente desde la Primera División Técnica y Administrativa de Ferrocarriles que tuvo que incurrir en nuevos desembolsos para dotarse del material necesario.
Finalmente, en 1928 y previo paso por MZOV, la línea se integró en Compañía Nacional de los Ferrocarriles del Oeste de España, compañía estatal que se creó para venir en auxilio a las diferentes empresas privadas que gestionaba trazados en esta zona del país sin que ello mejorara sensiblemente la situación. En 1941, tanto Oeste, como el resto de compañías privadas españolas se integraron en RENFE que gestionó la línea hasta su división entre Renfe Operadora y Adif a finales de 2004.

## Características
La línea entre la estación de Betanzos-Infesta y Ferrol es un trazado de 42,8 kilómetros en ancho ibérico (1 668 mm), sin electrificar y de vía única. Cuenta con Bloqueo de Liberación Automática en vía única, con CTC (Control de Tráfico Centralizado).
La velocidad máxima permitida en esta línea convencional no supera los 90 km/h.

## Servicios ferroviarios
Actualmente solo hay dos servicios de viajeros que utilizan la línea:
- Alvia Ferrol-Madrid
- MD Ferrol-La Coruña